# Колесницата (карта таро)

## Описание
Фигура седи в колесница, теглена от два сфинкса или коня. Често присъства черно-бял мотив, например единият кон може да е черен, а другият бял. Фигурата носи корона или шлем, понякога е изобразена с крила. Държи меч или жезъл. Колесничарят в Таро на Тот контролира четири животни.
Гербът на колесницата е масонски символ на самоконтрола. 
Звездният балдахин над главата на колесничаря символизира „небесни влияния“. 

## Тълкувание
Според книгата на А. Е. Уейт от 1910 г. Picture Key to the Tarot, Колесница носи следните пророчески значения: 
7. КОЛЕСНИЦАТА. – Помощ, провидение; също война, триумф, самонадеяност, отмъщение, беда. Обърната: Бунт, караница, диспут, съдебен спор, поражение.